# 乌玛塘乡
乌玛塘乡（藏語：དབུ་མ་ཐང།，威利转写：dbu ma thang）是中国西藏自治区拉萨市当雄县下辖的一个乡。

## 行政区划
乌玛塘乡下辖以下地区：
巴嘎村、赫如村、郭尼村和纳龙村。